# Надеждино (Дальнеконстантиновский район)
Надеждино — деревня в Дальнеконстантиновском районе Нижегородской области. Входит в состав Суроватихинского сельсовета.

## География
Находится в 25 км от Дальнего Константинова и в 61 км от Нижнего Новгорода.

## История
В «Списке населенных мест» Нижегородской губернии по данным за 1859 год значится как владельческая деревня при ключе и прудах в 60 верстах от Нижнего Новгорода. В деревне насчитывалось 25 дворов и проживало 168 человек (76 мужчин и  92 женщины). В национальном составе населения преобладали терюхане.

## Население
| 2002 | 2010 |
| ---- | ---- |
| 21   | ↘20  |

Национальный состав
Согласно результатам переписи 2002 года, в национальной структуре населения русские составляли  100 % из 21 человека.

## Улицы
В уличная сеть деревни состоит из одной улицы:
- Центральная улица